# Sartimbamba
Sartimbamba es una localidad peruana capital del Distrito de Sartimbamba de la Provincia de Sánchez Carrión en el Departamento de La Libertad. Se ubica aproximadamente a unos 271 kilómetros al este de la ciudad de Trujillo.